# Каскет
Каскет е вид мека мъжка шапка с твърда козирка. Той е подобен на баретата, но горната му част се изработва от 8 еднакви триъгълни парчета плат (много по-рядко четири), които се съединяват в средата с кръгло копче, облечено в същия плат. Много често се използва кариран плат за изработката му, но освен от плат, може да се изработи и от кожа.
Каскетът придобива популярност в края на 19-и и началото на 20 век. В началото се носи предимно от вестникарчетата или от играчите на голф. С установяването на работническо-селска власт в много страни в Европа и Азия, каскетът се превръща в "униформа на пролетариата".
Така например в България меките шапки изчезват и започват да се считат за буржоазен остатък, а сините кепета, такета и каскети стават стандарт за мъжка шапка по време на социализма. Каскетът навлиза дори в поезията и литературата от това време.
В началото на 21 век каскетът отново навлиза в модата. Този път той е не само мъжка, но и дамска модна шапка. Някои холивудски звезди, които предпочитат каскета са Робърт Редфорд, Брад Пит и Джордж Клуни.